# Marie Ennemond Camille Jordan
Marie Ennemond Camille Jordan, francoski matematik, * 5. januar 1838, La Croix-Rousse, Lyon, Francija, † 22. januar 1922, Pariz, Francija.

## Življenje in delo
Jordan je študiral na École polytechnique. Po izobrazbi je bil inženir, kasneje je učil na École Polytechnique in bil profesor na Francoskem kolegiju (Collège de France).
Od leta 1881 je bil član Akademije znanosti (Académie des sciences). Znan je po svojih delih iz algebre in iz teorije funkcij. Prvi je sistematično pojasnil teorijo grup in Galoisovo teorijo. Uvedel je pojem funkcije z omejeno variacijo. Na osnovi njegovih matematičnih odkritij se po njem imenujejo: Jordanov izrek v teoriji grup, Jordanova (normalna) matrika, Jordanova normalna oblika, Jordanova krivulja.
Znan je tudi njegov krivuljni izrek iz topologije, ki je nepogrešljiv v kompleksni analizi.
Jordan je raziskoval tudi Mathieujeve grupe, prvi znani primer sporadičnih grup. Njegovo delo Traite des supstitutions et des equations algebriques iz leta 1870 vsebuje njegova raziskovanja permutacijskih grup. 
Napisal je zelo vplivno delo Cours d'analyse ... (1909 do 1915), idr. S tem delom je zelo vplival na Hardyja in Dysona.